# Kloster Kochel
Kloster Kochel oder Kloster Kochelsee ist ein ehemaliges Frauenkloster des Benediktinerordens in der Gemeinde Kochel am See in Bayern.

## Geschichte
Das Kloster wurde um 740 von den Brüdern Waldram, Eliland und Landfrid, Grafen zu Antdorf aus dem Adelsgeschlecht der Huosi, zusammen mit dem Kloster Benediktbeuern, wo Landfrid der erste Abt wurde, und sechs weiteren Klöstern (den Männerkonventen Schlehdorf, Seiferstetten, Sandau, Wessobrunn und den beiden Frauenklöstern Polling und Staffelsee) gegründet. Als indirekte Bestätigung für die Gründung des Klosters um 740 ist eine alte Urkunde angesehen worden, in der es heißt: „In Buren et Sledorf, Monachi, in Cochalone Sanctimoniales…“ („In Bauarn und Schlehdorf Mönche, in Kochel Nonnen …“). Nach Fertigstellung der Klosterbauten reiste der päpstliche Missionserzbischof Bonifatius aus Rom an, um an einem 22. Oktober, vermutlich im Zeitraum 747–751, in Gegenwart des Bischofs Wikterp, des (noch minderjährigen) Herzogs Tassilo III. und anderer Würdenträger des Herzogtums Bayern die Weihung vorzunehmen. Als erste Äbtissin in Kochel setzten die drei Stifter ihre Schwester Gailsuinda ein.
Im Jahr 752 wurde Gisela, die Gemahlin Childerichs III., in das Kloster eingewiesen. Sie schenkte dem Kloster wertvolle Handschriften. Um 788 trat Luitburga, die Gemahlin Tassilos, in das Kloster Kochel ein, nachdem der Herzog von den Franken besiegt, von Karl dem Großen abgesetzt worden war und Bayern seine Selbständigkeit verloren hatte.
Im Kloster Kochel soll wenige Jahre vor dem Tod Karls des Großen dessen Schwester Gisela († 810) gelebt haben, die dort starb und auch bestattet worden sei. Später soll im Kloster eine Zeit lang Gisela von Bayern als Nonne Unterschlupf gefunden haben.
Das Kocheler Frauenkloster wurde 908 (spätestens 955) durch die Ungarn zerstört und bis auf die Kirche nie wieder vollständig aufgebaut.